# Монотонна послідовність
Монотонно спадною (зростаючою, неспадною, незростаючою) називають послідовність в якій кожен член {\displaystyle x_{n}} є меншим (більшим, не меншим, не більшим) за член послідовності {\displaystyle x_{n-1}}.

## Визначення
Нехай є множина {\displaystyle X}, на якій введено відношення порядку.
Послідовність {\displaystyle \{x_{n}\}} елементів множини {\displaystyle X} називається неспадною, якщо кожен елемент цієї послідовності не перевищує наступного за ним.
{\displaystyle \{x_{n}\}} — неспадна {\displaystyle \Leftrightarrow ~\forall n\in \mathbb {N} \colon x_{n}\leqslant x_{n+1}}
Послідовність {\displaystyle \{x_{n}\}} елементів множини {\displaystyle X} називається незростаючою, якщо кожен наступний елемент цієї послідовності не перевищує попереднього.
{\displaystyle \{x_{n}\}} — незростаюча {\displaystyle \Leftrightarrow ~\forall n\in \mathbb {N} \colon x_{n}\geqslant x_{n+1}}
Послідовність {\displaystyle \{x_{n}\}} елементів множини {\displaystyle X} називається  зростаючою , якщо кожен наступний елемент цієї послідовності перевищує попередній.
{\displaystyle \{x_{n}\}} — зростаюча {\displaystyle \Leftrightarrow ~\forall n\in \mathbb {N} \colon x_{n}<x_{n+1}}
Послідовність {\displaystyle \{x_{n}\}} елементів множини {\displaystyle X} називається спадною, якщо кожен елемент цієї послідовності перевищує наступний за ним.
{\displaystyle \{x_{n}\}} — спадною {\displaystyle \Leftrightarrow ~\forall n\in \mathbb {N} \colon x_{n}>x_{n+1}}
Послідовність називається монотонною, якщо вона є неспадною або незростаючою.
Послідовність називається строго монотонною, якщо вона є зростаючою або спадною.
Очевидно, що строго монотонна послідовність є монотонною.
Іноді використовується варіант термінології, в якому термін «зростаюча послідовність» розглядається як синонім терміну «неспадна послідовність», а термін «спадна послідовність» - як синонім терміну «незростаюча послідовність». У такому випадку зростаючі і спадні послідовності з вищенаведеного визначення називаються «строго зростаючими» і «строго спадними», відповідно.

## Проміжки монотонності
Може виявитися, що вищевказані умови виконуються не для всіх номерів {\displaystyle n\in \mathbb {N} }, а лише для номерів із деякого діапазону.
{\displaystyle I=\{n\in \mathbb {N} \mid N_{-}\leqslant n<N_{+}\}}
Тут допускається звернення правої межі {\displaystyle N_{+}} у нескінченність. У цьому випадку послідовність називається монотонною на проміжку I, а сам діапазон I є проміжком монотонності послідовності.

## Приклади
- Послідовність натуральних чисел.
  - {\displaystyle \forall n\in \mathbb {N} \colon x_{n}=n}.
  - Початкові відрізки:{\displaystyle (1,2,3,4,5,6,7,8,\cdots )}.
  - Зростаюча послідовність.
  - Складається з натуральних чисел.
  - Обмежена знизу, зверху не обмежена.
- Послідовність Фібоначчі
  - {\displaystyle x_{n}={\begin{cases}1,&n=1\lor n=2\\x_{n-1}+x_{n-2},&n\geqslant 3\end{cases}}}
  - Початкові відрізки: {\displaystyle (1,1,2,3,5,8,13,21,\cdots )}.
  - Не спадна послідовність.
  - Складається з натуральних чисел.
  - Обмежена знизу, зверху не обмежена.
- Геометрична прогресія з основою {\displaystyle 1/2}.
  - {\displaystyle \forall n\in \mathbb {N} \colon x_{n}={\frac {1}{2^{n-1}}}}.
  - Початкові відрізки: {\displaystyle (1,1/2,1/4,1/8,1/16,\cdots )}.
  - Зростаюча послідовність.
  - Складається з раціональних чисел.
  - Обмежена з обох сторін.

- Послідовність, що сходиться до числа e.
  - {\displaystyle \forall n\in \mathbb {N} \colon x_{n}=\left(1+{\frac {1}{n}}\right)^{n}}.
  - Початкові відрізки:{\displaystyle (2,9/4,64/27,625/256,\cdots )}.
  - Зростаюча послідовність.
  - Складається з раціональних чисел, але сходиться до трансцендентного числа.
  - Обмежена з обох сторін.
- Послідовність раціональних чисел виду {\displaystyle x_{n}=\,\!(n-5)^{2}} не є монотонною. Тим не менш, вона (строго) спадає на відрізку {\displaystyle \{1,\,\!2,3,4\}} і (строго) зростає на проміжку {\displaystyle \{n\in \mathbb {N} \mid n\geqslant 5\}}.

## Властивості
- Обмеженість.
  - Будь-яка неспадна послідовність обмежена знизу.
  - Будь-яка незростаюча послідовність обмежена зверху.
  - Будь-яка монотонна послідовність обмежена принаймні з одного боку.
- Монотонна послідовність сходиться тоді і тільки тоді, коли вона обмежена з обох сторін. (Теорема Вейєрштрасса про обмежені монотонних послідовностей)
  - Збіжна неспадна послідовність обмежена зверху своєю межею.
  - Збіжна незростаюча послідовність обмежена знизу своєю межею.